# Motor de nove cilindros em linha
Motor do navio 
turco Tamer Kiran.
Os motores de nove cilindros em linha são geralmente usados na propulsão de navios. A divisão de motores marítimos da Rolls-Royce, a Pielstik e a Wärtsilä já fabricaram motores com esta configuração. A produção atual de motores de nove cilindros inclui as séries Berguen B, C e K da Rolls royce e na Wärtsilä modelos das séries RT-flex60C, RT-flex82C, RTA84T-D, RTA84C, RTA96C, 20, 26, 32, Wasa32LN, 38, 46 e 46F.